# الدوري النمساوي 2005–06
الدوري النمساوي الممتاز 2005–06 (بالألمانية: Österreichische Fußballmeisterschaft 2005/06)‏ هو الموسم 95 من  بوندسليغا النمسا لكرة القدم. أشرف على تنظيمه اتحاد النمسا لكرة القدم، وكان عدد الأندية المشاركة فيه  10، وفاز فيه أوستريا فيينا.